# میستیک (کنتاکی)
میستیک (به انگلیسی: Mystic) یک منطقهٔ مسکونی در ایالات متحده آمریکا است که در شهرستان برکینریج، کنتاکی واقع شده‌است. میستیک ۱۲۷٫۱ متر بالاتر از سطح دریا واقع شده‌است.